# Libnotes termitina
Libnotes termitina är en tvåvingeart som beskrevs av Osten Sacken 1882. Libnotes termitina ingår i släktet Libnotes och familjen småharkrankar.
Artens utbredningsområde är Filippinerna. Inga underarter finns listade i Catalogue of Life.